# Lycée Albert-Calmette
Le lycée Albert-Calmette est un établissement français d’enseignement secondaire situé à Nice (Alpes-Maritimes, Provence-Alpes-Côte d'Azur). C'est l’ancien lycée de jeunes filles de Nice, ville qui était par ailleurs dotée d'un lycée de garçons, l'actuel lycée Masséna.

## Appellation

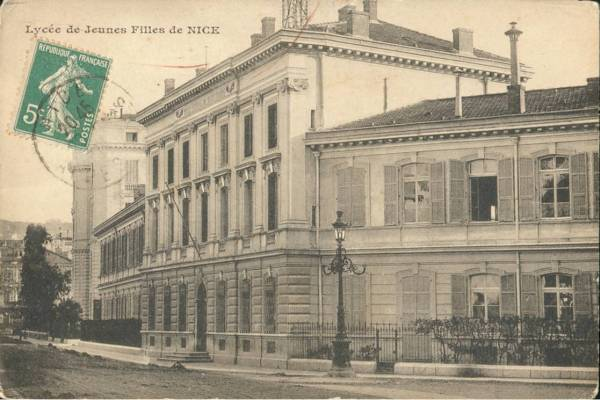
Le lycée Albert-Calmette (anciennement lycée de jeunes filles) vers 1900.

Ce lycée resta longtemps anonyme : en 1950 l’administration refusa de lui attribuer le nom d’Émilie Maliver (1885-1944), ancienne professeure de dessin dans cet établissement et sculptrice d’un certain renom. Ce n’est qu'en 1962 que le lycée se vit attribuer le nom d'Albert Calmette, inventeur du vaccin contre la tuberculose (BCG), qui naquit à Nice en 1863.

## Initiatives pédagogiques et technologiques

### Années 1970
En 1975, dans un objectif novateur d'initiation à l'informatique des élèves et enseignants intéressés, le lycée Albert-Calmette, à Nice, fut éligible à l'opération du ministère de l'Éducation nationale, dite « Expérience des 58 lycées » : utilisation de logiciels et enseignement de la programmation en langage LSE, en club informatique de lycée,, pour 58 établissements de l'enseignement secondaire. À cet effet, dans une première phase, quelques professeurs du lycée, enseignants de diverses disciplines, furent préalablement formés à la programmation informatique. Puis, dans une seconde phase, cet établissement niçois fut doté d'un ensemble informatique en temps partagé comprenant : un mini-ordinateur français CII Mitra 15 avec disque dur, un lecteur de disquettes 8 pouces, plusieurs terminaux écrans claviers Sintra TTE, un téléimprimeur Teletype ASR-33 (en) et le langage LSE implémenté ; tout ceci ayant permis de mettre en œuvre sur le terrain cette démarche expérimentale, avec du matériel informatique ultra-moderne pour l'époque.

## Filières
Le lycée Albert-Calmette propose la filière Abibac, permettant l'obtention simultanée d'un baccalauréat français et allemand.

## Classement
En 2018, le lycée Albert-Calmette est considéré comme le meilleur lycée public de Nice selon Nice-Matin.

## Anciens élèves célèbres
- Simone Veil[12]
- Marie-France Pisier[13]
- Marie-Paule Belle
- Bertrand Chameroy[14]